# Giải bóng đá U-21 Quốc gia 2009
Giải bóng đá U-21 Quốc gia 2009, tên gọi chính thức là Giải bóng đá U-21 Quốc gia – Cúp Báo Thanh Niên 2009, là mùa giải thứ 13 của Giải bóng đá Vô địch U-21 Quốc gia do Liên đoàn bóng đá Việt Nam (VFF) phối hợp với báo Thanh Niên tổ chức. Mùa giải lần này diễn ra theo hai giai đoạn, với giai đoạn vòng loại từ ngày 25 tháng 8 đến ngày 10 tháng 9 năm 2009. Vòng chung kết của giải, gồm 8 đội bóng, được tổ chức tại Bình Dương từ ngày 17 tháng 9 đến ngày 27 tháng 9 năm 2009.

## Các đội bóng
31 đội bóng đã đăng ký tham dự mùa giải lần này từ vòng loại. Đội đương kim vô địch SHB Đà Nẵng và đội chủ nhà của vòng chung kết Becamex Bình Dương được miễn thi đấu vòng loại. Các đội bóng được sắp xếp sẵn vào các bảng đấu dựa theo khu vực địa lý. Những đội bóng đóng vai trò là chủ nhà của bảng đấu vòng loại được in đậm.
| Vào thẳng vòng chung kết | 1. Becamex Bình Dương (chủ nhà vòng chung kết) 2. SHB Đà Nẵng (đương kim vô địch)                                     | 1. Becamex Bình Dương (chủ nhà vòng chung kết) 2. SHB Đà Nẵng (đương kim vô địch)                       | 1. Becamex Bình Dương (chủ nhà vòng chung kết) 2. SHB Đà Nẵng (đương kim vô địch)                        |
| Tham dự vòng loại        | Bảng A | Bảng B                                                                                                  | Bảng C                                                                                                   |
| Tham dự vòng loại        | 1. Gạch men Mikado Nam Định 2. Than Quảng Ninh 3. Hà Tĩnh 4. Xi măng Hải Phòng 5. Hoà Phát Hà Nội 6. Công an Nhân dân | 1. Sông Lam Nghệ An 2. Hải Nhân Thanh Hóa 3. Quân khu 4 4. Hà Nội ACB 5. T&T Hà Nội 6. Thể Công Viettel | 1. Hoàng Anh Gia Lai 2. Bình Định 3. Đắk Lắk 4. Quân khu 5 5. Nhựa Hoa Sen Quảng Nam                     |
| Tham dự vòng loại        | Bảng D | Bảng E                                                                                                  | Bảng F                                                                                                   |
| Tham dự vòng loại        | 1. Khatoco Khánh Hòa 2. Sách Nguyễn Văn Cừ - Bình Thuận 3. Xi măng Fico Tây Ninh 4. Phú Yên                           | 1. Đồng Nai Berjaya 2. Cần Thơ 3. Thành phố Hồ Chí Minh 4. Đồng Tâm Long An 5. Hoàng Quân Vĩnh Long     | 1. Tôn Phước Khanh Tiền Giang 2. Cao su Đồng Tháp 3. An Đô An Giang 4. Nguyễn Hoàng Kiên Giang 5. Cà Mau |

| Rút lui sau khi đăng ký tham dự | Rút lui sau khi đăng ký tham dự |
| ------------------------------- | ------------------------------- |
| Bảng D                          | Bình Phước                      |

## Vòng loại
Vòng loại diễn ra từ ngày 25 tháng 8 đến ngày 10 tháng 9 năm 2009. Các đội trong mỗi bảng thi đấu vòng tròn một lượt tại một địa điểm tập trung. Sáu đội xếp đầu của sáu bảng sẽ giành quyền vào vòng chung kết cùng với đương kim vô địch SHB Đà Nẵng và chủ nhà Becamex Bình Dương.

### Các đội vượt qua vòng loại
| Câu lạc bộ                 | Tư cách vượt qua vòng loại | Tham dự vòng chung kết | Thành tích tốt nhất  |
| -------------------------- | -------------------------- | ---------------------- | -------------------- |
| Becamex Bình Dương         | Chủ nhà                    | 4 lần                  | Hạng ba (1997)       |
| SHB Đà Nẵng                | Đương kim vô địch          | 11 lần                 | Vô địch (2003, 2008) |
| Than Quảng Ninh            | Nhất bảng A                | 2 lần                  | Vòng bảng (1999)     |
| T&T Hà Nội                 | Nhất bảng B                | Lần đầu                | Lần đầu              |
| Hoàng Anh Gia Lai          | Nhất bảng C                | 4 lần                  | Á quân (2006)        |
| Khatoco Khánh Hòa          | Nhất bảng D                | 4 lần                  | Vô địch (2007)       |
| Thành phố Hồ Chí Minh      | Nhất bảng E                | 5 lần                  | Á quân (1997, 2008)  |
| Tôn Phước Khanh Tiền Giang | Nhất bảng F                | 4 lần                  | Vô địch (2006)       |

## Địa điểm
Các trận đấu của vòng chung kết diễn ra tại sân vận động Gò Đậu, thành phố Thủ Dầu Một, tỉnh Bình Dương.
| Bình Dương          |
| ------------------- |
| Sân vận động Gò Đậu |
| Sức chứa: 20.000    |
|                     |

## Đội hình
Các cầu thủ từ 16 đến 21 tuổi (sinh từ ngày 1 tháng 1 năm 1988 đến ngày 31 tháng 12 năm 1993) có đủ điều kiện để tham dự giải đấu. Mỗi đội bóng phải đăng ký một danh sách gồm tối đa 25 cầu thủ, trong đó có tối đa ba cầu thủ 22 tuổi (Quy định mục 4.2, 4.3 và 5.1).

## Vòng bảng
Tám đội tham dự được chia thành hai bảng, thi đấu vòng tròn một lượt để chọn ra hai đội đứng đầu mỗi bảng vào bán kết.

### Bảng A
| VT | Đội                    | ST | T | H | B | BT | BB | HS | Đ | Giành quyền tham dự     |
| -- | ---------------------- | -- | - | - | - | -- | -- | -- | - | ----------------------- |
| 1  | T&T Hà Nội             | 3  | 2 | 1 | 0 | 11 | 2  | +9 | 7 | Vòng đấu loại trực tiếp |
| 2  | Becamex Bình Dương (H) | 3  | 2 | 0 | 1 | 5  | 8  | −3 | 6 | Vòng đấu loại trực tiếp |
| 3  | Khatoco Khánh Hòa      | 3  | 1 | 0 | 2 | 1  | 5  | −4 | 3 |                         |
| 4  | Thành phố Hồ Chí Minh  | 3  | 0 | 1 | 2 | 2  | 4  | −2 | 1 |                         |

| Becamex Bình Dương              | 2–0      | Khatoco Khánh Hòa |
| ------------------------------- | -------- | ----------------- |
| - Hải Đăng 17' - Công Huy 90+2' | Chi tiết |                   |

| T&T Hà Nội | 1–1 | Thành phố Hồ Chí Minh |
| ---------- | --- | --------------------- |
|            |     |                       |

| Khatoco Khánh Hòa | 0–3 | T&T Hà Nội |
| ----------------- | --- | ---------- |
|                   |     |            |

| Thành phố Hồ Chí Minh | 1–2      | Becamex Bình Dương     |
| --------------------- | -------- | ---------------------- |
| Tuấn An 15'           | Chi tiết | - Ngọc Hùng 71', 90+3' |

| Thành phố Hồ Chí Minh | 0–1      | Khatoco Khánh Hòa |
| --------------------- | -------- | ----------------- |
|                       | Chi tiết | Minh Thống        |

| Becamex Bình Dương | 1–7      | T&T Hà Nội                                                                              |
| ------------------ | -------- | --------------------------------------------------------------------------------------- |
| Quang Thăng H1'    | Chi tiết | - Đình Bảo 23', 45' - Trung Tín 33' (l.n.) - Duy Long - Đức Anh - Thế Việt - Quang Tình |

### Bảng B
| VT | Đội                        | ST | T | H | B | BT | BB | HS | Đ | Giành quyền tham dự     |
| -- | -------------------------- | -- | - | - | - | -- | -- | -- | - | ----------------------- |
| 1  | Than Quảng Ninh            | 3  | 2 | 1 | 0 | 4  | 2  | +2 | 7 | Vòng đấu loại trực tiếp |
| 2  | SHB Đà Nẵng                | 3  | 1 | 1 | 1 | 3  | 4  | −1 | 4 | Vòng đấu loại trực tiếp |
| 3  | Tôn Phước Khanh Tiền Giang | 3  | 1 | 1 | 1 | 1  | 3  | −2 | 4 |                         |
| 4  | Hoàng Anh Gia Lai          | 3  | 0 | 1 | 2 | 4  | 3  | +1 | 1 |                         |

| Hoàng Anh Gia Lai | 1–2      | Than Quảng Ninh       |
| ----------------- | -------- | --------------------- |
| Thái Học          | Chi tiết | - Văn Hiếu - Đình Tài |

| SHB Đà Nẵng                 | 2–0      | Tôn Phước Khanh Tiền Giang |
| --------------------------- | -------- | -------------------------- |
| - Nguyên Sa 61' - Công Thảo | Chi tiết |                            |

| Tôn Phước Khanh Tiền Giang | 1–0      | Hoàng Anh Gia Lai |
| -------------------------- | -------- | ----------------- |
| Ngọc Huy 61'               | Chi tiết |                   |

| Than Quảng Ninh | 1–1      | SHB Đà Nẵng   |
| --------------- | -------- | ------------- |
| Đình Tài 44'    | Chi tiết | Công Thảo 67' |

| Than Quảng Ninh | 1–0      | Tôn Phước Khanh Tiền Giang |
| --------------- | -------- | -------------------------- |
| Văn Vũ 76'      | Chi tiết |                            |

| SHB Đà Nẵng | 0–3 | Hoàng Anh Gia Lai |
| ----------- | --- | ----------------- |
|             |     |                   |

## Vòng đấu loại trực tiếp
Trong vòng đấu loại trực tiếp, loạt sút luân lưu sẽ được sử dụng để quyết định đội thắng nếu hòa sau 90 phút chính thức (không có hiệp phụ).

### Bán kết
| SHB Đà Nẵng                                           | 4–0      | T&T Hà Nội |
| ----------------------------------------------------- | -------- | ---------- |
| Văn Quý 3' · Văn Mẹo 62' · Công Thảo 85', 89' (ph.đ.) | Chi tiết |            |

| Becamex Bình Dương                | 3–1      | Than Quảng Ninh |
| --------------------------------- | -------- | --------------- |
| Ngọc Hùng 9' · Đức Tài 67', 90+3' | Chi tiết | Nhật Minh 85'   |

### Chung kết
| SHB Đà Nẵng           | 0–0                                 | Becamex Bình Dương     |
| --------------------- | ----------------------------------- | ---------------------- |
|                       | Chi tiết                            |                        |
| Loạt sút luân lưu     |                                     |                        |
| - Văn Mẹo - Đình Đông | 4–2 (có thể không phải thứ tự đúng) | - Công Huy - Đức Giang |

## Thống kê

### Vô địch
| Vô địch Giải bóng đá U-21 Quốc gia 2009 |
| --------------------------------------- |
| SHB Đà Nẵng Lần thứ 3                   |

### Các giải thưởng
Các giải thưởng dưới đây đã được trao sau khi giải đấu kết thúc:
| Vua phá lưới                   | Cầu thủ xuất sắc nhất        | Thủ môn xuất sắc nhất         | Giải phong cách |
| ------------------------------ | ---------------------------- | ----------------------------- | --------------- |
| Trương Công Thảo (SHB Đà Nẵng) | Phạm Nguyên Sa (SHB Đà Nẵng) | Nguyễn Xuân Nam (SHB Đà Nẵng) | SHB Đà Nẵng     |

### Đội hình tiêu biểu
Đội hình tiêu biểu của giải đấu, do ban tổ chức bình chọn, là đội hình gồm những cầu thủ thi đấu ấn tượng nhất tại các vị trí được chọn lựa trong giải đấu.
| Cầu thủ                       | Cầu thủ | Cầu thủ                              | Cầu thủ | Cầu thủ                        | Cầu thủ  | Cầu thủ                         |
| Thủ môn                       | Hậu vệ  | Hậu vệ                               | Tiền vệ | Tiền vệ                        | Tiền đạo | Tiền đạo                        |
| ----------------------------- | ------- | ------------------------------------ | ------- | ------------------------------ | -------- | ------------------------------- |
| Nguyễn Xuân Nam (SHB Đà Nẵng) | LB      | Lê Đức Giang (Becamex Bình Dương)    | LM      | Nguyễn Thành Nam (SHB Đà Nẵng) | CF       | Trương Công Thảo (SHB Đà Nẵng)  |
| Nguyễn Xuân Nam (SHB Đà Nẵng) | CB      | Hoàng Trọng Phú (Becamex Bình Dương) | CM      | Nguyễn Quang Tình (T&T Hà Nội) | CF       | Trương Công Thảo (SHB Đà Nẵng)  |
| Nguyễn Xuân Nam (SHB Đà Nẵng) | CB      | Trần Đình Đồng (SHB Đà Nẵng)         | CM      | Phạm Nguyên Sa (SHB Đà Nẵng)   | CF       | Lê Đức Tài (Becamex Bình Dương) |
| Nguyễn Xuân Nam (SHB Đà Nẵng) | RB      | Âu Văn Hoàn (T&T Hà Nội)             | RM      | Nguyễn Văn Mẹo (SHB Đà Nẵng)   | CF       | Lê Đức Tài (Becamex Bình Dương) |

### Cầu thủ ghi bàn
Đã có 39 bàn thắng ghi được trong 15 trận đấu, trung bình 2.6 bàn thắng mỗi trận đấu.